# Helena Kuipers-Rietberg

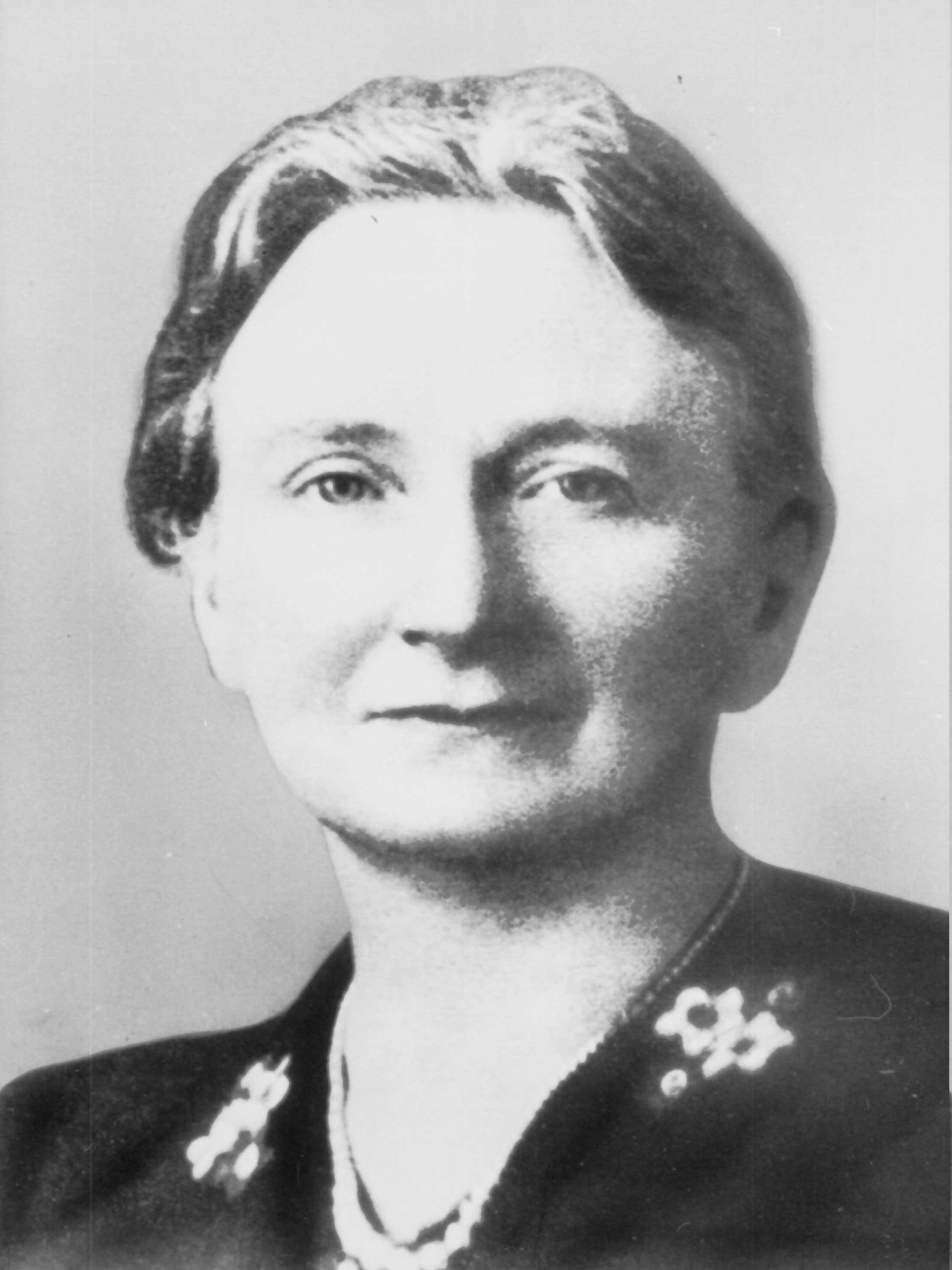
"Tante Riek"

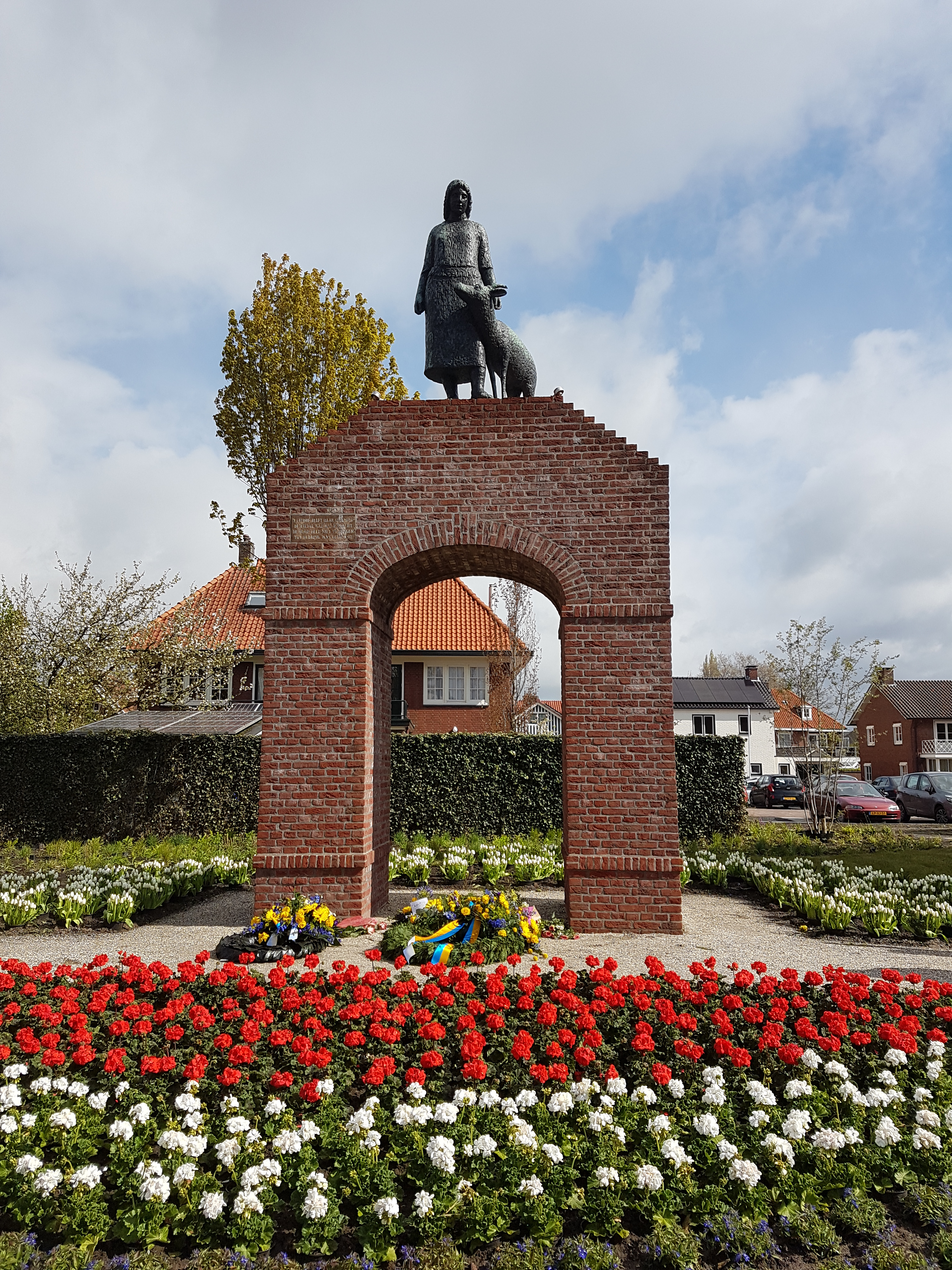
Monument voor Tante Riek te Winterswijk. Beeldhouwer: Gerrit Bolhuis.

Helena Theodora Kuipers-Rietberg (Winterswijk, 26 mei 1893 - Ravensbrück, 27 december 1944) was een Nederlands verzetsstrijder die een voorname rol heeft gespeeld in de Tweede Wereldoorlog. Zij was de grote en stille kracht achter de Landelijke Organisatie voor Hulp aan Onderduikers. In het verzet werd zij Tante Riek genoemd.

## Jeugd, opleiding en huwelijk
Helena Kuipers werd geboren als dochter van de graanhandelaar en molenaar Hendrik Rietberg en Clara Christina Theodora Dulfer. Ze was het vijfde kind in een gereformeerd gezin met acht kinderen. Na de lagere school volgde ze de driejarige HBS waar zij haar toekomstige echtgenoot, Piet Kuipers (Pieter Heijo Kuipers (1892-1978), graanhandelaar) leerde kennen. Kuipers werkte na de HBS op kantoor bij haar vader en haar man kocht zich bij dat bedrijf in. Samen kregen zij na het huwelijk op 21 april 1921 twee zoons en drie dochters tussen 1922 en 1933. Kuipers was hoofdverantwoordelijke voor huishouding en opvoeding en daarnaast actief in vele organisaties op maatschappelijk gebied. In 1932 was ze medeoprichter van de Gereformeerde Vrouwenvereeniging in Nederland en vanaf de oprichting in 1937 hoofdbestuurslid van de Bond van Gereformeerde Vrouwenvereenigingen in Nederland. Hierdoor beschikte zij in het hele land over veel contacten die later in bezettingstijd van groot nut zouden zijn.

## Verzetswerk
Kuipers, die tegen de grens met Duitsland woonde, had in de jaren dertig al spoedig door welke kant het op zou gaan met de Duitse nationaalsocialisten en hun aanvoerder Hitler, die in 1933 als regeringsleider zoveel bevoegdheden kreeg, dat hij de facto dictator werd. Al snel na de bezetting van Nederland door Nazi-Duitsland ging haar gezin dan ook het verzet in.
Zoals bij velen, begon het verzetswerk op kleine schaal, Kuipers nam twee Joodse mensen in huis en ging toen andere Joodse onderduikers onderbrengen. Steun kreeg zij van haar echtgenoot Pieter Heijo Kuipers, die ook zelf de Achterhoek introk om onderduikers onder te brengen en gevluchte krijgsgevangenen verder te helpen. Nadat de geallieerden in maart 1943 waren begonnen met een groot luchtoffensief tegen Duitsland, moesten ook de bemanningsleden van de boven de Achterhoek neergeschoten vliegtuigen aan onderduikadressen worden geholpen. Geld voor hun onderhoud kreeg Kuipers uit een van de illegale noodfondsen, later het Nationaal Steun Fonds, waarvoor ze uitbetaalster voor de Achterhoek was. Valse papieren en voedselbonnen werden door anderen geleverd.
In november 1942 kwam Kuipers in contact met de gereformeerde predikant Frits Slomp uit Heemse en zette met zijn hulp een nationaal netwerk van plaatselijke commissies op. Hieruit ontstond een verzetsorganisatie verspreid over heel Nederland: de Landelijke Organisatie voor Hulp aan Onderduikers (LO) en de daaraan sinds augustus 1943 verbonden Landelijke Knokploegen (LKP).
Op 24 mei 1944 waarschuwde een politieagent de man van Kuipers voor een ophanden zijnde arrestatie. Ze brachten hun kinderen begin juli gedeeltelijk elders onder en wisten nog net op tijd te ontsnappen. Een poging van de Sicherheitsdienst (SD) hen door omroepberichten op treinstations tussen Winterswijk, Arnhem en Zutphen op te sporen mislukte. Hierin werd hen gevraagd zich in verband met een dodelijk ongeval van een van hun kinderen bij het loket te melden. Het echtpaar hield zich aanvankelijk schuil bij een sigarenfabrikant te Bennekom. Maar de vrouw des huizes kon de spanning niet meer aan en Kuipers en haar man wilden weg. Zover kwam het echter niet.
Op 17 augustus 1944 werd LO-leider Evert Boven in Heelsum gearresteerd. Hij droeg valse persoonsbewijzen bij zich die bestemd waren voor Kuipers-Rietberg en haar man. Via die weg kwam de Sicherheitsdienst hen op het spoor. Twee dagen later volgde hun aanhouding.

## Gevangenschap en overlijden

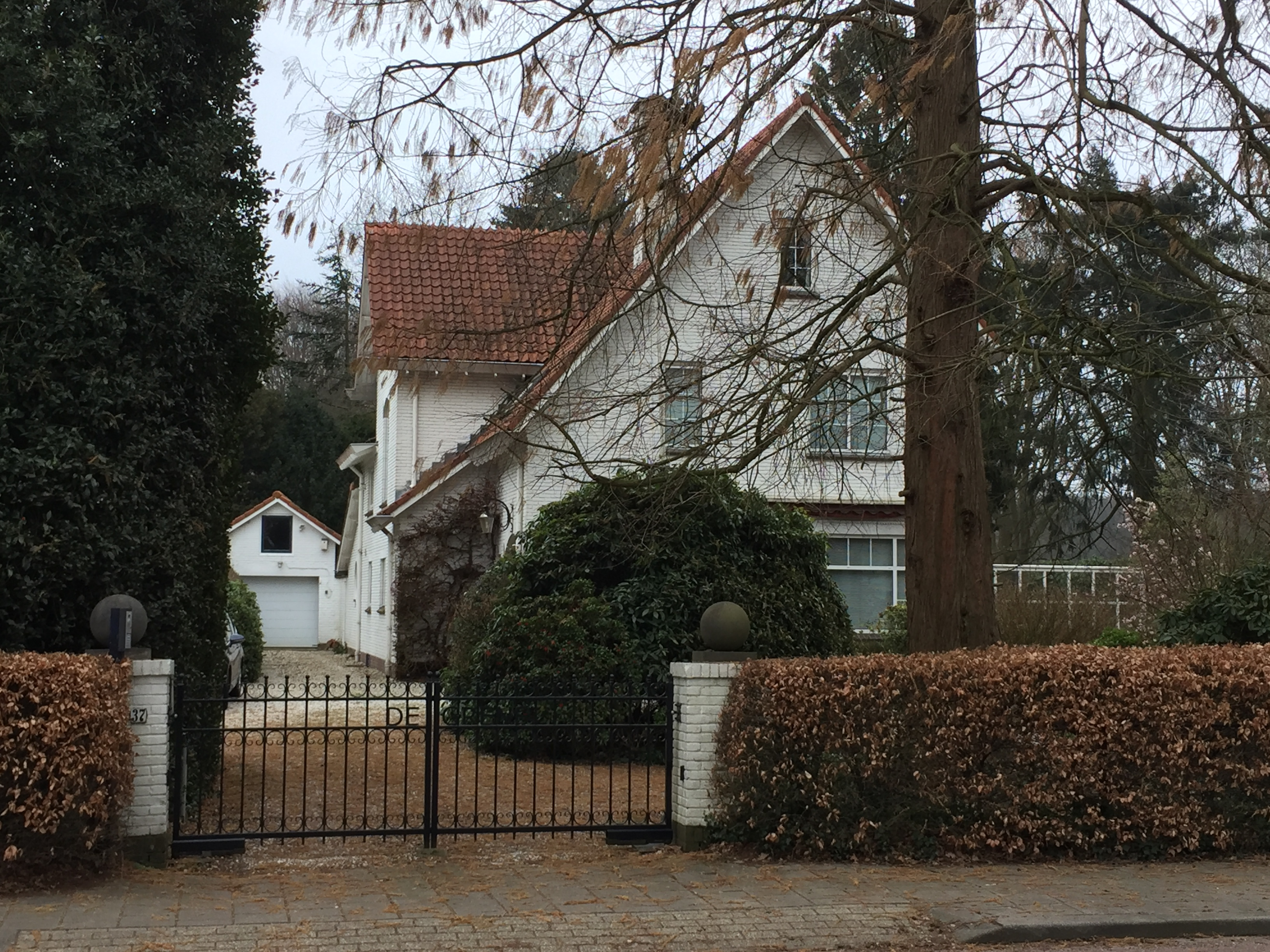
De Bovenweg 37 in Bennekom waar Kuipers-Rietberg op 19 augustus 1944 werd aangehouden. Zij zat hier ondergedoken bij de sigarenfabrikant-Van Schuppen.

In de koepelgevangenis van Arnhem nam Kuipers in onderling overleg (men zou een vrouw minder zwaar zaken aanrekenen) alle schuld op zich, en daardoor werd haar man vrijgelaten. Hij dook daarna meteen onder. Kuipers-Rietberg werd overgebracht naar het huis van bewaring in Arnhem, vanwaar zij op 25 augustus 1944 getransporteerd werd naar het strafkamp Vught. Door het oprukken van de geallieerden en de paniek van 'Dolle Dinsdag' die zich van de bezetter meester maakte, werd dit kamp begin september ontruimd. Met een van de laatste transporten werd Kuipers-Rietberg op 7 september 1944 naar het concentratiekamp Ravensbrück getransporteerd. Daar werd zij afgekeurd voor de Arbeitseinsatz en in het breicommando geplaatst. Later werd zij "Tischalteste". Doordat zij in die situatie zo het voedsel verdeelde onder de vrouwen die overdag voor de oorlogsindustrie in de Siemensfabriek moesten werken, kon zij veel voor hen gaan betekenen. Ook door haar opgewekte blijmoedigheid was Kuipers-Rietberg, onder de gruwelijke omstandigheden, haar medegevangenen tot steun en troost. Haar verzetsvriendin Minnie Jolink begeleidde zij in haar stervensuur en herdacht ze, evenals een tijd later ook Betsie ten Boom te midden van de medegevangenen. Eind oktober werd Kuipers-Rietberg zelf ziek. Zij overleed op 27 december 1944, mogelijk als gevolg van tyfus of een longinfectie.

## Nalatenschap

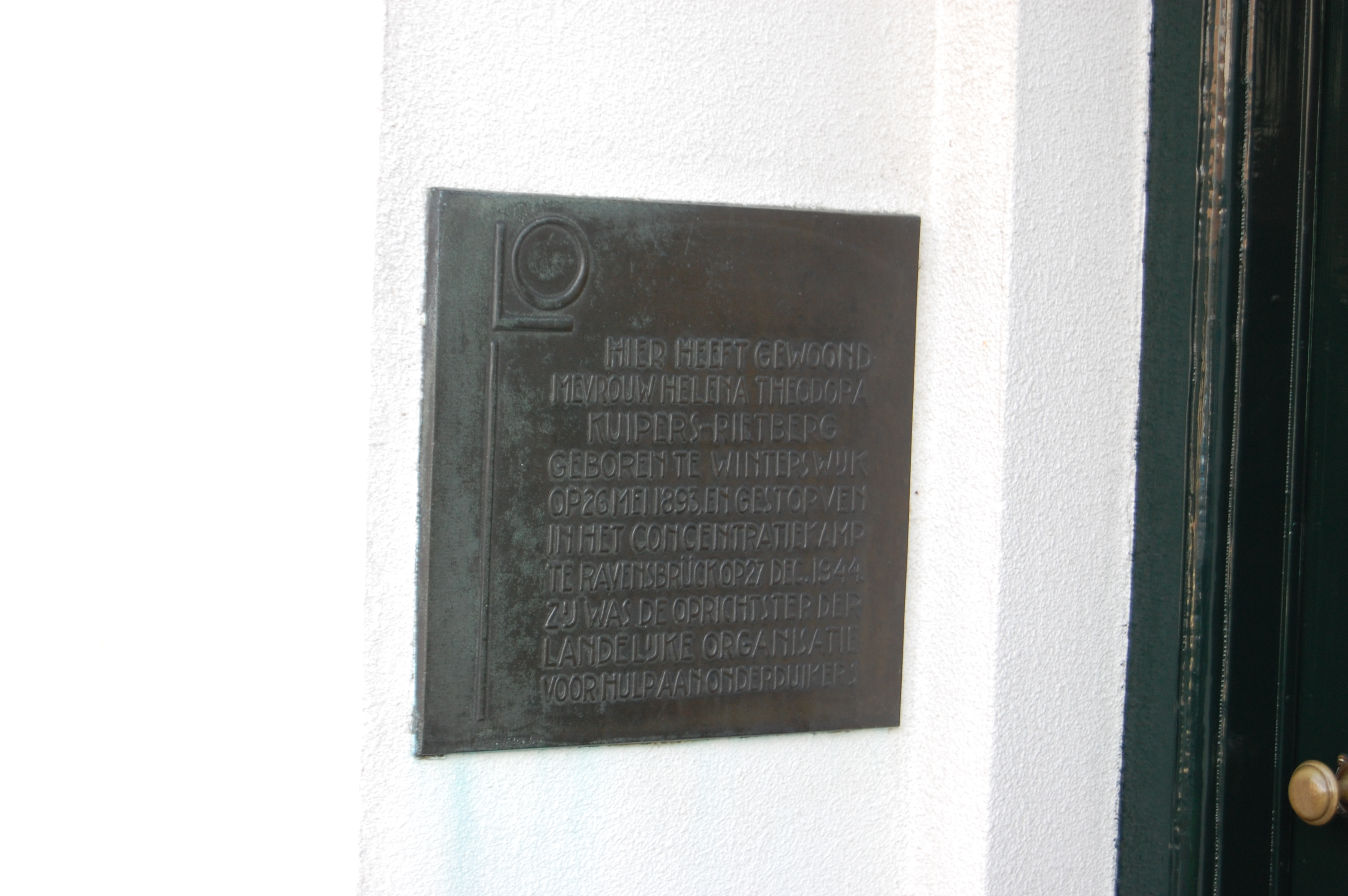
Plaquette Tante Riek te Winterswijk.

In haar woonplaats wordt Kuipers-Rietberg op verscheidene manieren herdacht. Op 4 mei 1955 werd het standbeeld Monument voor 'Tante Riek', dat voor haar is opgericht naast het gemeentehuis van Winterswijk, door prinses Wilhelmina onthuld. Het beeld bestaat uit een jonge vrouw die een jong hert beschermt. Het hert staat hier symbool voor de vervolgden in de oorlogsjaren. Ook is er een gedicht te lezen:
 't Geloof heeft haar gedragen,
De liefde gaf haar kracht,
De hoop deed niet versagen,
Tot redding was gebracht.
Bij Koninklijk Besluit nr. 17 van 7 mei 1946 werd aan haar postuum het Verzetskruis toegekend. Haar naam staat vermeld op de Erelijst van Gevallenen 1940-1945.
Het plein rond het gemeentehuis draagt tegenwoordig haar naam en bij haar oude woonhuis in de Willinkstraat is een plaquette aangebracht.
LINT-treinstel 41 van het vervoerdersbedrijf Arriva is naar haar vernoemd.
In 2017 stond Kuipers-Rietberg centraal in een aflevering van de tv-serie Het was oorlog van Omroep MAX.
In de Verzetswijk in Almere is een straat vernoemd naar Helena Kuipers-Rietberg, ter ere van haar bijdrage aan het verzet.
Ook in de Verzetswijk in Oss is een straat naar haar vernoemd.